# Phú Hòa (phường)
Phú Hòa là một phường thuộc thành phố Thủ Dầu Một, tỉnh Bình Dương, Việt Nam.

## Địa lý
Phường Phú Hòa có vị trí địa lý: 
- Phía đông giáp thành phố Thuận An
- Phía tây giáp các phường Phú Cường, Chánh Nghĩa và Phú Thọ
- Phía nam giáp thành phố Thuận An và phường Phú Thọ
- Phía bắc giáp phường Phú Lợi.

Phường Phú Hòa có diện tích 6,57 km², dân số năm 2021 là 43.807 người, mật độ dân số đạt 6.668 người/km².

## Hành chính
Phường Phú Hòa được chia thành 9 khu phố: 1, 2, 3, 4, 5, 6, 7, 8, 9.

## Lịch sử
Sau năm 1975, Phú Hòa là một xã thuộc huyện Châu Thành cũ.
Ngày 11 tháng 3 năm 1977, huyện Châu Thành giải thể, xã Phú Hòa chuyển sang trực thuộc thị xã Thủ Dầu Một.
Ngày 28 tháng 5 năm 1997, Chính phủ ban hành Nghị định 54-CP. Theo đó, thành lập phường Phú Hòa trên cơ sở toàn bộ diện tích và dân số của xã Phú Hòa.
Sau khi thành lập, phường Phú Hòa có 1.503 ha diện tích tự nhiên và 15.386 người.
Ngày 10 tháng 12 năm 2003, Chính phủ ban hành Nghị định số 156/2003/NĐ-CP. Theo đó:
- Điều chỉnh 24 ha diện tích tự nhiên và 1.211 người của phường Phú Thọ về phường Phú Hòa quản lý
- Thành lập phường Phú Lợi trên cơ sở 735 ha diện tích tự nhiên và 13.927 người của phường Phú Hòa.

Sau khi điều chỉnh địa giới hành chính, phường Phú Hòa còn lại 569 ha diện tích tự nhiên và 12.774 người.

## Xã hội
- Đài Phát thanh - Truyền hình Bình Dương
- Viễn thông Bình Dương
- Trường Đại học Thủ Dầu Một (tiền thân cao đẳng sư phạm Bình Dương)
- Tổng công ty đầu tư và phát triển Becamex IDC
- Khu dân cư Phú Hòa
- Chợ Phú Hòa (chợ đầu mối cung cấp rau, củ, quả)
- Chợ Bình Điềm